# 熊湖縣
熊湖縣（英語：Bear Lake County）是美國愛達荷州東南部的一個縣。面積2,718平方公里。根據2020年美國人口普查，共有人口6,372人。縣治巴黎（Paris）。
成立於1875年1月5日。縣名來自位於本縣與猶他州交界的熊湖（Bear Lake）。